# BeerSelect
BeerSelect is een bierbrouwerij in Gent, de hoofdstad van Oost-Vlaanderen in België. De brouwerij produceert voornamelijk voor craftbrouwers die zelf geen of onvoldoende productiecapaciteit hebben.

## Geschiedenis
BeerSelect werd in 2016 opgericht door Wout Meuleman, Kasper Peeters en Miel Bonduelle. In 2021 werd de laatste vervangen door Mathieu Deschuyter. Het bedrijf was aanvankelijk een webshop die speciaalbieren van kleine en lokale brouwerijen aan de man bracht. Later werd het een model waarin voor kleinere en craftbrouwerijen gefaciliteerd werden.
In 2019 startte de onderneming met de bouw van hun eigen brouwerij in Gent om voor microbrouwers te kunnen gaan produceren. In juli 2019 was het eerste brouwsel gereed. In september 2019 opende de brouwerij officieel, het is de grootste in Gent.
In haar eerste jaar produceerde de brouwerij een kleine twee miljoen flesjes bier, ofwel zo'n 600.000 liter voor klanten in binnen- en buitenland. In 2020 vielen zes bieren die voor derden werden gebrouwen, in de prijzen: drie keer op de Brussels Beer Challenge, twee keer goud op de European Beer Challenge en eenmaal brons op de World Beer Awards.
Eind 2020 haalde BeerSelect zes miljoen euro op voor uitbreiding van de brouwerij. De productiecapaciteit kon hierdoor verviervoudigen tot 30.000 hectoliter per jaar. Daarnaast kwam er een laboratorium en een nieuwe blik- en bottellijn met een capaciteit van 12.000 blikken/flessen per uur.
In 2022 haalde de onderneming 15 miljoen euro op voor investeringen in verdere groei. In 2023 opende een tweede brouwerij aan de Gentse haven waardoor de capaciteit verdrievoudigde tot 80.000 hectoliter per jaar. Er kwam gelegenheid voor het in opdracht brouwen van alcoholvrij bier en een grotere verscheidenheid aan verpakkingsmogelijkheden. Het bedrijf wil vanwege duurzaamheidsredenen verder een eigen waterzuiveringsinstallatie en het gebruik van plastics vermijden.